# Urriðafoss
L'Urriðafoss, toponyme islandais signifiant littéralement en français « la cascade de la truite », est une chute d'eau d'Islande située dans le sud du pays, sur le cours du Þjórsá.

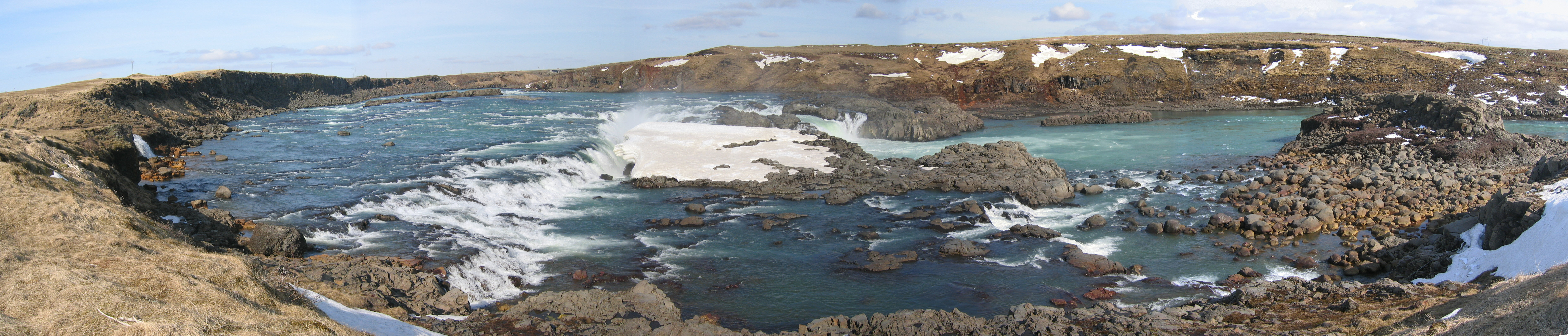
Vue panoramique de la chute.